# Carlos Veerhoff
Carlos Enrique Veerhoff (* 3. Juni 1926 in Buenos Aires; † 18. Februar 2011 in Murnau am Staffelsee) war ein deutsch-argentinischer Komponist von E-Musik. Carlos Veerhoff deutschte seinen zweiten Vornamen in späteren Jahren ein, wobei er zuerst zwischen „Heiner“ und „Heinrich“ variierte, sich aber letztlich für „Carlos Heinrich Veerhoff“ entschied.

## Leben und Wirken
Carlos Enrique Veerhoff kam mit seinem Zwillingsbruder Wolfgang Otto als Frühgeburt zur Welt. Der Vater konnte erst zwei Tage später ein Krankenhaus mit Brutkasten finden, sodass in der Geburtsurkunde der 5. Juni 1926 angegeben ist.
Der Vater Heinrich Veerhoff war Deutscher und leitete eine eigene Firma in Buenos Aires. Die Mutter Karla Veerhoff war selbst Geigerin und die Tochter des Dirigenten Karl Panzner und der Konzertsängerin Ida Panzner.
Die Familie Veerhoff siedelte 1930 aufgrund eines Arbeitsplatzwechsels des Vaters zurück nach Deutschland, aber schon 1933 zog man weiter nach Südafrika. Nach eigener Aussage prägte die Begegnung mit der völlig anderen Welt Afrikas den jungen Veerhoff so nachhaltig, dass sie nicht nur in seiner 1. Symphonie panta rhei ihren Ausdruck fand, sondern auch in seine letzte, die 6. Symphonie Desiderata, durch die Aufnahme von Elementen fremder Kulturen zwar nicht klanglich, wohl aber durch Texte Eingang fand.
Neben den Eindrücken Afrikas war noch eine zweite Erfahrung prägend: Als 1935 die erste Fluggesellschaft in Südafrika öffnete, wurde der junge Carlos zu einem Rundflug eingeladen. Hiernach entwickelte er eine große Leidenschaft für die Flugzeug- und Strömungstechnik, die erst später durch die Musik abgelöst wurde. Einen Hang zur Naturwissenschaft behielt sich Carlos Veerhoff aber zeitlebens.
Nach der Rückkehr der Familie Veerhoff aus Südafrika nach Deutschland im Jahr 1935 begann Carlos Veerhoff Orchester- und Kammermusikkonzerte zu besuchen. Auch die Hausmusik seiner Eltern – der Vater war ein guter Pianist, die Mutter ausgebildete Violinistin – trugen zum Interesse an Musik bei. Dies führte dazu, dass sich Carlos Veerhoff im Alter von 15 Jahren zwar spät, aber letztlich doch der Komposition zuwandte. Er nahm erste Stunden im Kompositionsunterricht und 1942 wurde er Schüler am Musischen Gymnasium in Frankfurt am Main.
Den Zweiten Weltkrieg verbrachte Veerhoff in Deutschland, wo er ab 1943 an der Musikhochschule Berlin bei Hermann Grabner und nach Kriegsende privat bei Kurt Thomas studierte sowie auch von Boris Blacher beraten wurde. An der Kölner Musikhochschule setzte er seine Studien bei Walter Braunfels  (Komposition) und Günter Wand (Dirigieren) fort, während er in Walter Gieseking in Wiesbaden einen Lehrer für sein Klavierspiel fand. 1947 ging er nach Argentinien und unterrichtete 1948/49 Musiktheorie an der Universität von Tucumán in dem von Ernst von Dohnányi neu gegründeten Departamento Musical, besuchte aber auch in Buenos Aires die Dirigierkurse von Hermann Scherchen.   Als er 1950 die Uraufführung eines seiner Werke durch Ferenc Fricsay erleben konnte, folgte er 1951 Fricsay als dessen Assistent nach Berlin, doch empfand er die Atmosphäre im Nachkriegsdeutschland als derart kunstfeindlich, dass er im folgenden Jahr nach Buenos Aires zurückkehrte, wo er sich intensiv mit 12-Ton-Musik auseinandersetzte. Für eine Reihe seiner beträchtlichen Anzahl von Bühnenwerken erstellte er selbst das Libretto.
In den folgenden Jahrzehnten schuf Veerhoff eine Vielzahl von Kompositionen, die fast sämtlich auch zur Aufführung gelangten. Sehr oft waren renommierte und gefeierte Musiker von Weltruhm die Interpreten seiner Musik: Hans Rosbaud (UA der „Mirages“), Ruggiero Ricci (UA des Violinkonzerts Nr. 1), Bruno Maderna (UA der "Cantos"), Stanislaw Skrowaczewski (UA der "Gesänge auf dem Wege"), Ladislav Kupkovič (UA der „Gesänge aus Samsara“ und der Sinfonie Nr. 4), Gerhard Oppitz (UA des Klavierkonzerts Nr. 2), Thomas Zehetmair (UA des Violinkonzerts Nr. 2) oder Peter Sadlo (UA des Konzerts für Schlagzeug und Orchester Nr. 2). 1955 erhielt „Karl Heinrich Veerhoff“ zudem für seine 1. Sinfonie panta rhei den Förderpreis des Düsseldorfer Robert-Schumann-Preises, 1998 war er Ehrengast des Bayerischen Staatsministeriums für Kunst, Wissenschaft und Forschung in der Villa Massimo in Rom.
Trotz dieser Erfolge und Aufführungen blieb Carlos Veerhoff immer ein Außenseiter.

„Im Musikleben Deutschlands blieb Carlos H. Veerhoff ein Komponist, der sich durch keine der gerade herrschenden Richtungen vereinnahmen ließ. Er selbst bezeichnete sich als Cliquenfreier und musste als Preis für seine Unabhängigkeit in Kauf nehmen, dass er weder eine Stelle noch einen bekannten Verlag erhielt. Er wurde vom Kreis der im deutschen Musikleben einflussreichen Komponisten und Kritiker nie als wirklicher Avangardist anerkannt, da seine Weiterentwicklung der Zwölftontechnik unorthodox ist und seine Musik bei aller Modernität doch immer auch Bezüge zur Tradition aufweist.“

Aufgrund dieser fehlenden Zugehörigkeit zum innersten Musikzirkel in Deutschland zog es Veerhoff oft nach Argentinien zurück. Erst 1970 zog er dauerhaft nach Deutschland. Ab 1988 lebte er in Murnau am Staffelsee. Seine Werke und Originalnoten sind zum Teil im Musikarchiv der Bayerischen Staatsbibliothek in München sowie zum anderen Teil im Privatarchiv Tobias Bröker aufbewahrt.

„Die Musiksprache Veerhoffs ist trotz aller Genauigkeit und Prägnanz in der strukturellen Gestaltung stark expressiv geprägt. Aus der Beschäftigung mit Dodekaphonie, der er zudem recht spät erst begegnet ist, hat er davon abgeleitete Kompositionstechniken entwickelt. Im Kern seines Schaffens stehen zwei zentrale Anliegen. Zum einen sind seine Kompositionen immer wieder auch ein Aufruf zur Erhaltung der Welt, des Lebens, der Erde. Zum anderen versteht Veerhoff Tradition als Verantwortung gegenüber dem Neuen, was sich nicht nur an der Hinwendung zu tradierten Formen, sondern auch an den zu hörenden Klängen zeigt, die doch recht klischeehaft die Beschreibung assoziieren: Spätromantik mit falschen Tönen“

Er starb am 18. Februar 2011 in Murnau am Staffelsee.

## Werke

### Orchesterwerke
6 Symphonien
- op. 9: 1. Symphonie Sinfonia panta rhei (1953/54, UA 14. September 1961)
- op. 15: 2. Symphonie Hen ta panta (1958, UA 1958)
- op. 22: 3. Symphonie Spirales (1968, revidierte Fassung 1971, UA 1968)
- op. 32: 4. Symphonie (1972/73, UA 1979)
- op. 43: 5. Symphonie für Streicher (1975)
- op. 70: 6. Symphonie Desiderata für Sprecher, 3 Solisten, Chor und großes Orchester (1985/96, UA: 30. April 1997, Leipzig)

- op. 0: Musica concertante, für Kammerorchester (1950, UA 1950)
- op. 3: Sinfonische Inventionen, für großes Orchester (1951, UA 1952)
- op. 5: Movimiento Sinfonico, für großes Orchester (1952, UA 1955)
- op. 16: Mirages, für großes Orchester (1961, UA 1962)
- op. 18: Prolog, für großes Orchester (1950, UA 1966)
- op. 20: Gesänge auf dem Wege, für Bariton und Orchester (1966, UA 1967)
- op. 21: Akróasis, für Orchester (1966, UA 1966)
- op. 26: Textur, für Streichorchester (1970, UA 1971)
- op. 29: Sinotrauc, für großes Orchester (1972, UA 1972)
- op. 30: Torso, für großes Orchester (1972, UA 1972)
- op. 39: Dorefami, Klangspiele für Orchester  (1974, UA 1981)
- op. 45: Concertino da camera (1978, UA 1979)
- op. 51: Pater Noster, für Kammerorchester und Chor (1985)
- op. 59: 5 Bagatellen für großes Blasorchester (1974)

### Konzerte
- op. 40: 1. Violinkonzert (1976, UA 1977)
- op. 44: 1. Klavierkonzert (1978/79, UA 1979)
- op. 46: 1. Schlagzeugkonzert (1982, UA 1984)
- op. 55: Konzert für 2 Violinen und Orchester (1983, UA 1984)
- op. 63: Doppelkonzert für Cello und Kontrabass (1990, UA 1990)
- op. 66: 2. Klavierkonzert (1989, UA 1990)
- op. 67: 2. Schlagzeugkonzert (1994, UA 1994)
- op. 69: 2. Violinkonzert (1992, UA 1993)
- op. 72: 3. Klavierkonzert (2005, UA. 6. Februar 2009, München, Musica Viva)

### Kammermusik
- op. 1: 1. Streichquartett (1949, UA 1951)
- op. 7: Mosaicos, für Klavier (1952, UA 1954)
- op. 10: Sonant für Violine solo (1956, Neufassung 1974, UA 1974)
- op. 11: Kaleidoskop, für Klavier (1953)
- op. 14: 1. Bläserquintett für Flöte, Oboe, Klarinette, Horn und Fagott (1961, UA 1961)
- op. 25: Dialogues 1, für Saxophon und Klavier (1966, UA 1966)
- op. 27: 2. Bläserquintett (1972, UA 1973)
- op. 33: 2. Streichquartett (1972, UA 1974)
- op. 37: 1. Blechbläser-Quintett für 2 Trompeten, Horn, Posaune und Tuba (1975, UA 1975)
- op. 41: Nonett (1976, UA 1977)
- op. 47: Sonate für Violine und Klavier (1982, UA 1983)
- op. 48: Divertimento per tre, für Violine, Kontrabass und Klarinette (1979, UA 1980)
- op. 49: Sonant Nr. 2 für Cello und Kontrabass (1982, UA 1982)
- op. 50: Moments Musicaux, für Saxophon, Akkordeon und Schlagzeug (1982, UA 1982)
- op. 52: 2. Blechbläser-Quintett (1982, UA 1983)
- op. 53: Klaviersonate (1985, UA 1988)
- op. 56: 1. Streichtrio (1983, UA 1987)
- op. 58: 7 mal 1, für Schlagzeug Solo (1987, UA 1987)
- op. 60: Ballade für Akkordeon (1986, UA 1986)
- op. 61: Corimba für Schlagzeug (unvollendet)
- op. 61: Dialogues 2, für Viola und Schlagzeug (1986, UA 1987)
- op. 62: 2. Streichtrio (1991, UA 1991)
- op. 64: Sobre la plata, für Vibraphon, Glockenspiel und Crotales (unvollendet)
- op. 65: Aphorismen für Viola solo (1990, UA 1992)
- op. 68: Trio für Horn, Violine und Klavier (1992, UA 1992)
- op. 71: Sonate für Viola und Klavier (1999, UA 2000)

### Vokalmusik
- o. op.: Lieder für hohe Stimme (1952, UA 1952)
- op. 2: Altdeutsche Lieder, für Sopran und Klavier (1951, UA 1951)
- op. 4: Lieder vom Meer, für Bariton und Klavier (1951, UA 1951)
- op. 6: Heitere Lieder, für Bariton und Klavier (1951, UA 1952)
- op. 19: Cantos für hohe Stimme und 7 Instrumente nach Gedichten von Hans Magnus Enzensberger (1965, UA 21. Aug. 1966, Darmstadt)
- op. 24: Ut omnes unum sint, für Bass und 4 Bläser (1975, UA 1989)
- op. 38: Ringelnatz-Duette, für Sopran, Alt und Klavier (1975, UA 1975)
- op. 51: Pater Noster, für sechsstimmigen Chor und Orchester (1985, UA 1988)
- op. 54: Alpha-Zeta Burleske für A-Cappella-Chor (1986, UA 2002)
- op. 57: Allegretto Cabaretto, für Stimme, Klavier und Schlagzeug

### Bühnenwerke
- Pavane royal, Ballett (1949/50)
- Targusis (Carlos H. Veerhoff), Oper, op. 13 (1955–1958), zurückgezogen
- El porquerizo del rey / Der Schweinehirt des Königs (Hans Christian Andersen), Ballett, op. 12 (1958–1962; UA 1963 Buenos Aires)
- Tanz des Lebens/Der letzte Gast (Fred Schneckenberger), Puppenoper, op. 17 (1962/63; UA 1963 Zürich)
- Die Goldene Maske (Carlos H Veerhoff), Oper, op. 23 (1967/68)
- Es gibt noch Zebrastreifen (Edith Sartorius), Minioper, op. 28 (1971; UA 1973 Ulm)
- Die Manipulatoren (Carlos H Veerhoff), Minioper, op. 31 (1971), unvollendet, eingegangen in Mana op. 73
- Dualis, Ballett op. 42 (1975/76; UA 1976 München)
- Der Grüne (Carlos H. Veerhoff), Minioper, op. 34 (1982), unvollendet
- Der Schützling (Ephraim Kishon / Carlos H. Veerhoff), Oper, op. 56 (1990)
- Mana (Carlos H. Veerhoff), Oper, op. 73 (2007)
- Gesänge aus Samsâra oder Gesänge aus Sangsâra[10][11][12][13] für Sopran, Tonbänder, Stimmen und Orchester, op. 36.  Konzertantes Hörspiel. (1976, UA 6. November 1978, Stuttgart)